# Meineckia phyllanthoides
Meineckia phyllanthoides là một loài thực vật có hoa trong họ Diệp hạ châu. Loài này được Baill. mô tả khoa học đầu tiên năm 1858.